# Butenafină
Butenafina este un antifungic derivat de benzilamină, fiind utilizat în tratamentul unor micoze ale pielii (în special pitiriazis versicolor). Mecanismul de acțiune este prin inhibarea sintezei de ergosterol. Calea de administrare disponibilă este topică.

## Utilizări medicale
Infecții fungice locale: pitiriazis versicolor, Tinea cruris, Tinea corporis, Tinea pedis.